# Anatoli Goldberg
Anatoli Goldberg (rus: Анатолий Асирович Гольдберг)  (Kíiv, 2 d'abril de 1930 - Netanya, 11 d'octubre de 2008), sovint escrit Anatolii o Anatoly Gol'dberg, va ser un matemàtic soviètic.

## Vida i Obra
Goldberg era fill d'un metge jueu que es va traslladar amb la seva família a Zaporíjia el 1932. El 1941, amb l'ocupació alemanya de la Segona Guerra mundial, ell i la seva mare van ser evacuats a la Rússia oriental, lluny del front. Acabada la guerra el 1945, la família es va reunir i es va assentar a Lviv (actualment Ucraïna), una ciutat que abans de la guerra era polonesa amb el nom de Lwow, durant la guerra va ser alemanya amb el nom de Lemberg i acabada la guerra va ser ocupada pels soviètics amb el nom de Lvov. Aquí va fer els seus estudis secundaris fins al 1947 quan va ingressar a la universitat de Lviv.
En obtenir el doctorat el 1955 va ser professor de la universitat d'Újhorod fins al 1963 quan va retornar com professor a la universitat de Lviv. En retirar-se el 1997, va anar a viure a Israel on va col·laborar amb la universitat Bar-Ilan fins a la seva mort el 2008.
El treball de recerca de Goldberg va ser principalment en el camp de l'anàlisi complexa. El seu llibre sobre funcions meromorfes, publicat en rus el 1970 i traduït posteriorment a l'anglès, va ser una fita fonamental en l'estudi d'aquestes funcions. També va fer aportacions notables en el camp de les superfícies de Riemann simplement connectades i en el de les funcions enteres.